# 盘叶掌叶树
盘叶掌叶树（学名：Brassaiopsis fatsioides）为五加科罗伞属的植物，为中国的特有植物。分布于中国大陆的四川、贵州、云南等地，生长于海拔500米至2,700米的地区，见于森林中，目前尚未由人工引种栽培。

## 异名
- Brassaiopsis fatsioides Harms